# Oh Mercy
Oh Mercy es el vigésimo sexto álbum de estudio del músico estadounidense Bob Dylan, publicado por la compañía discográfica Columbia Records en septiembre de 1989. Tras publicar varios trabajos con una menor repercusión musical y sufrir una fractura en la mano, Dylan contrató al productor Daniel Lanois para grabar nuevas composiciones en un estudio de grabación móvil que ubicaron en un chalé de Nueva Orleans, Luisiana. La producción de Lanois aportó al álbum un «sonido atmosférico y nebuloso» cargado de ecos, según el crítico Stephen Erlweine, similar al conseguido ocho años después en el álbum Time Out of Mind, en el que ambos volvieron a colaborar.
Tras su publicación, la crítica musical destacó Oh Mercy como el «retorno de Dylan a la formalidad musical» tras una sucesión de fracasos comerciales como Knocked Out Loaded y Down in the Groove. En el plano comercial, el álbum alcanzó el puesto seis en la lista de discos más vendidos del Reino Unido y el treinta en la lista estadounidense Billboard 200, y fue certificado como disco de oro por la RIAA y la BPI en los Estados Unidos y el Reino Unido respectivamente. La revista Rolling Stone situó Oh Mercy en el puesto 44 de la lista de los mejores álbumes de la década de 1980.

## Composición

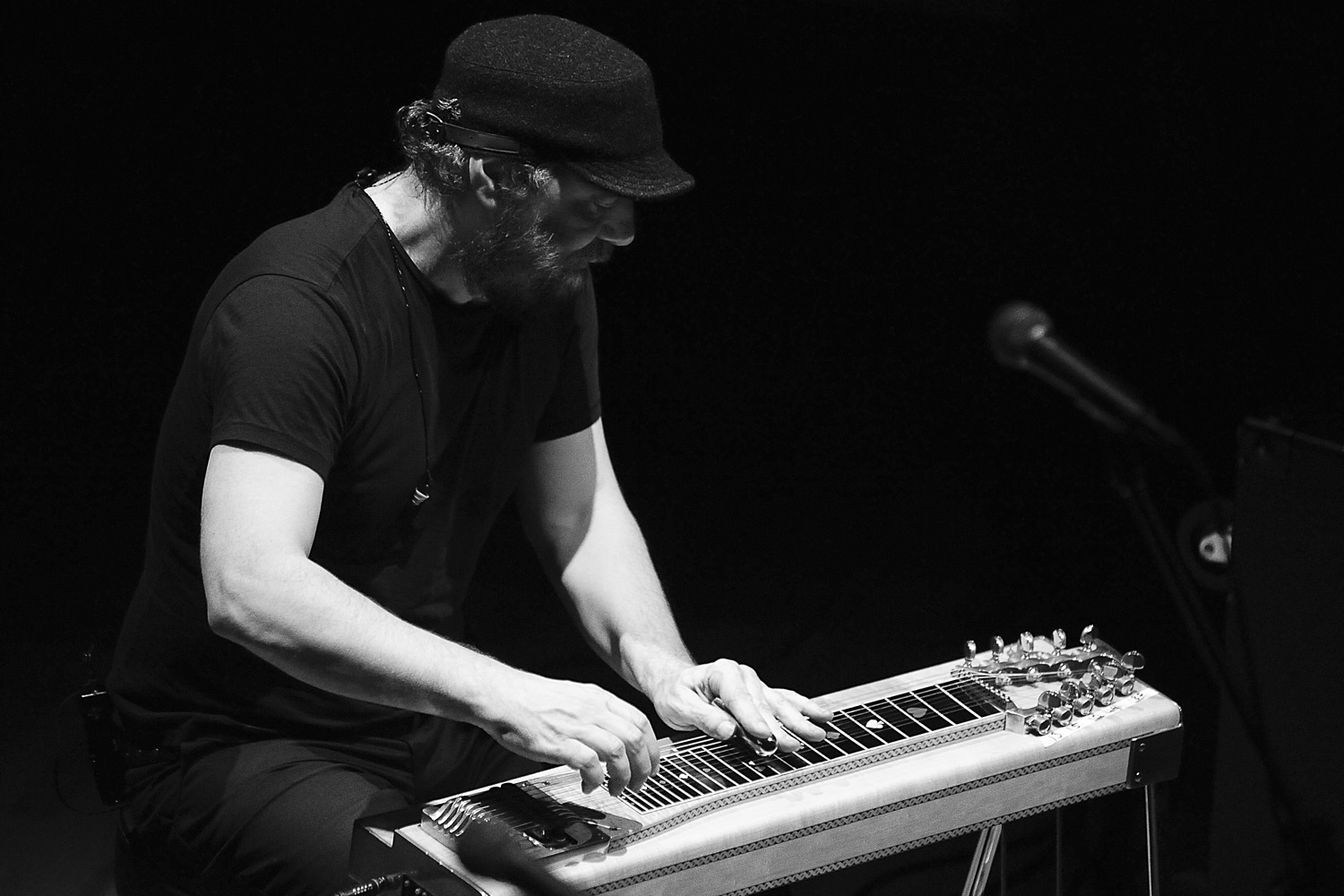
Daniel Lanois produjo Oh Mercy por recomendación de Bono, cantante de U2, con quien había trabajado anteriormente en los álbumes The Unforgettable Fire y The Joshua Tree.

Dylan detalló gran parte de los datos técnicos de la composición y grabación de Oh Mercy en Chronicles, Vol. 1, el primer volumen de su autobiografía, publicado en 2004. Tras terminar una gira de dieciocho meses con Tom Petty & The Heartbreakers y sufrir en 1987 una lesión en la mano, sumado al fracaso comercial de sus últimos trabajos, Dylan sintió que había perdido la inspiración y dejó de componer por una temporada. Al respecto, Dylan comentó: «Como compositor adopté una actitud de lo más despreocupada. Había escrito cantidad de temas y me daba por satisfecho. Puse todo mi empeño en llegar hasta ahí, había alcanzado mi meta y no albergaba más ambiciones al respecto. Hacía tiempo que había dejado de desvivirme por ello».
Sin embargo, Dylan aprovechó el retiro musical y la vida hogareña para componer de nuevo. Una noche escribió varios versos de «Political World», la primera canción de una veintena que compuso a lo largo de un mes. La repentina inspiración de Dylan durante el periodo de convalecencia continuo días después y compuso una segunda canción, «What Good Am I?», tras ver en el teatro Largo viaje hacia la noche de Eugene O'Neill. Días después, escribió «Dignity» tras enterarse de la repentina muerte de Pete Maravich, «Disease of Conceit» y «What Was It You Wanted?», y concibió esbozos musicales para las dos últimas.
Dylan guardó las canciones escritas en un cajón de su hogar mientras volvía a tocar la guitarra como método para recuperar el movimiento de la mano. Una noche enseñó las canciones a Bono, cantante del grupo U2, quien le animó a que las grabase y le sugirió el nombre de Daniel Lanois, un productor musical que trabajado anteriormente con Bono en las grabaciones de The Unforgettable Fire y The Joshua Tree. Dylan se encontró con Lanois en Nueva Orleans durante un concierto de su gira Never Ending Tour en septiembre de 1988, donde Lanois trabajaba con The Neville Brothers en el álbum Yellow Moon.
Dylan también contó con la opinión y aprobación de George Harrison, con quien formó meses antes el grupo Traveling Wilburys y grabó un primer trabajo, Vol.1. Según el escritor Clinton Heylin: «Harrison se mostró entusiasmado con las nuevas canciones de Dylan... poniéndole al corriente de alguna palabra escéptica que se le había ocurrido durante la experiencia en la grabación con Traveling Wilburys».

## Sesiones de grabación

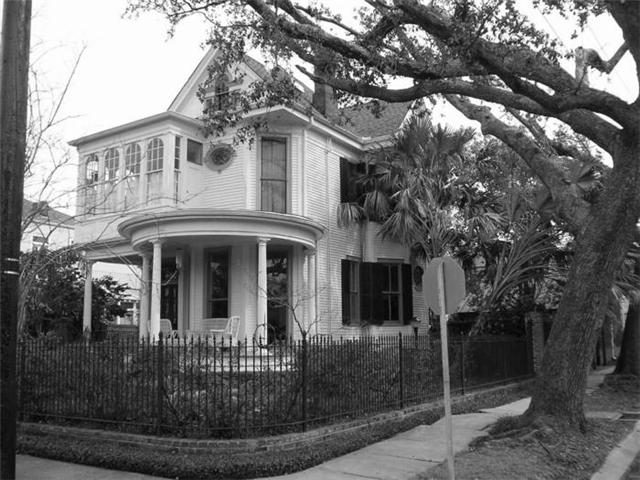
Número 1305 de la calle Soniat de Nueva Orleans, mansión de época victoriana donde Dylan grabó Oh Mercy.

Dylan se trasladó a Nueva Orleans en la primavera de 1989 y alquiló una casa en Audubon Park. A la par, Lanois preparó un estudio de grabación portátil en una mansión victoriana de la calle Soniat. Según recalcó Lanois: «Encontramos un edificio de finales de siglo, un sitio fantástico. Tenía un tono de casa de citas. Esencialmente pusimos la sala de control en una ciénaga... teníamos musgo por toda la casa y cabezas de lagartijas y cabezas disecadas».
Dylan descartó usar su habitual banda en la grabación de Oh Mercy, por lo que pidió a Lanois que reclutara a músicos locales, entre los que figuraron los guitarristas Mason Ruffner y Brian Stoltz, el bajista Tony Hall y el batería Willie Green. Aun así, la mayor actividad en las grabaciones recayó en tres personas: Dylan, Lanois, y el ingeniero musical Malcolm Burn. Lanois tocó el dobro, varias guitarras y arregló acordes en algunas canciones, mientras que Durn usó ocasionalmente la pandereta, los teclados y el bajo. Durante las sesiones, Dylan se sintió liberado de horarios: «Daniel estaba disponible para grabar en cualquier tiempo, de día o de noche. No tenías que andar corriendo detrás de secretarias ni de máquinas de pinball ni de representantes ni de parkings ni de ascensores ni de temperaturas glaciales», comentó Dylan en una entrevista.
Tal y como describió Dylan en Chronicles, Vol. 1, las sesiones de grabación se hicieron difíciles desde el principio. La primera canción grabada fue «Political World», a la que Lanois le imprimió un matiz funky adaptando una frase de Manson a la guitarra durante toda la canción. Dylan se mostró contrario a los arreglos, y al día siguiente descubrió que Lanois había trabajado en «Political World» sin su opinión: «La noche anterior habían seguido trabajando después de que me fuera. Ruffner añadió frases demoledoras sobre el ritmo que yo marcaba con la Telecaster. Mi guitarra había sido eliminada de la mezcla. La canción había sido narcotizada».
| «Al grabar Oh Mercy tuve que tomar decisiones precipitadas que quizá no tenían nada que ver con la situación eral. Pero no importa. Hay infinidad de posibilidades. Dicho esto, sentía plena admiración por lo que Lanois había hecho. En buena medida, parte de ese material es único y permanente. Danny y yo nos reencontraríamos al cabo de diez años. Haríamos un disco y retomaríamos nuestra colaboración allí donde la habíamos dejado». —Bob Dylan en Chronicles, Vol. 1. |

Tras pulir la canción con otros arreglos, Dylan la descartó y grabó «Most of the Time». Aun sin melodía, Lanois añadió partes de distintos instrumentos a medida que Dylan tocaba la guitarra. Sin embargo, y al igual que con «Political World», Dylan desechó el trabajo momentáneamente y grabó «Dignity» con Brian Stoltz y Willie Green. Al oírla, Lanois sugirió que acompañara la canción con una banda cajún. Motivado por la curiosidad, Dylan aceptó y regrabó «Dignity» al día siguiente con Rockin' Dopsie and His Cajun Band. Tras varias tomas con diferentes tonos y tempos, Dylan y Lanois desistieron y dedicaron la noche a versionar clásicos del country como «Jambalaya» y «There Stands the Glass». Según escribió Dylan en Chronicles: «En medio de todo aquello, toqué otra canción, «Where Teardrops Fall». Se la enseñé a Dopsie y la grabamos en cinco minutos, sin ensayarla antes. Hacia el final de la canción, John Hart, el saxofonista de Dopsie, interpretó un solo sollozante que me dejó sin resuello. De repente, caí en la cuenta de que me encontraba en el sitio justo, haciendo lo que debo, y de que Lanois era el hombre idóneo para el trabajo».
Varios días después, Dylan grabó «Series of Dreams» usando el puente como la parte principal de la canción a instancias de Lanois, pero al igual que «Dignity», fue rechazada. Según Dylan: «Ocasionalmente, durante la grabación de «Series of Dreams», Lanois decía cosas como: «Necesitamos canciones como «Masters of War», «Girl from the North Country» o «With God on Our Side»». Empezó a insistir en que canciones como aquellas nos vendrían de perlas. Asentí. Sabía que así era, pero tuve que reprimir un gruñido».
Otras canciones fueron finalizadas con puntos de vista contrarios entre Lanois y Dylan. En «What Good Am I?», Dylan dejó de lado las diferencias con Lanois y permitió que introdujera varias capas para crear la atmósfera de la canción, mientras que Lanois consideró «Everything is Broken», en la cual Dylan tocó una Telecaster acompañado por Hall al bajo, Green a la batería y Brian a la guitarra, como una canción desechable. Entre ambas canciones, y tras asistir a un festival literario en honor de Tennessee Williams, grabó «Ring Them Bells» al piano con la compañía de Dan a la guitarra y de Burn al teclado.
Las últimas canciones que Dylan compuso y grabó para Oh Mercy surgieron a medida que se desarrollaban las sesiones de grabación. La primera, «Shooting Star», la compuso tras pasear por la ciudad en motocicleta, mientras que «Man in the Long Black Coat» surgió tras una excursión con su mujer por pueblos como Amelia y Raceland.

## Canciones descartadas
El autor Clinton Heylin argumentó que las sesiones de grabación de Oh Mercy conservaban canciones que podían competir con las composiciones más celebradas de la carrera de Dylan. Algunas de las canciones no incluidas en el álbum circularon al poco tiempo en bootlegs:
- «Series of Dreams» incluyó una producción tumultuosa a cargo de Daniel Lanois y una letra sencilla que describe literalmente las turbulencias encontradas por el narrador en una «serie de sueños». Lanois comentó al crítico Greg Kot en The Chicago Tribune que «Series of Dreams» era su elección para abrir el álbum, pero que en última instancia la decisión final recaía en Dylan. El crítico musical Tim Riley escribió sobre la canción que «debería haber dado título al álbum, y no un sobrante».[26] La canción fue publicada en The Bootleg Series Volumes 1-3 (Rare & Unreleased) 1961-1991, el primer volumen de la colección The Bootleg Series, y en el recopilatorio Bob Dylan's Greatest Hits Volume 3.[27][28]

- «Dignity», una de las primeras canciones escritas para Oh Mercy, fue vista por el propio Dylan como un fuerte candidato para incluir en el álbum. Los músicos trabajaron la canción en varias tomas, pero insatisfecho con los resultados, acabó por omitirla. Dylan interpretó «Dignity» en directo durante la grabación de MTV Unplugged y publicó una remezcla con nuevos instrumentos para el recopilatorio Greatest Hits Volume 3.[29] Una toma de «Series of Dreams» y una versión demo de «Dignity» con Dylan al piano, grabadas durante las sesiones de Oh Mercy, vieron la luz en el recopilatorio The Bootleg Series Vol. 8: Tell Tale Signs, publicado en 2008.[30]

- Otros dos descartes de las sesiones de Oh Mercy, «Born in Time» y «God Knows», fueron regrabados en las sesiones del siguiente trabajo de estudio, Under the Red Sky.[31]

## Recepción
Tras dos álbumes con malos resultados comerciales, Oh Mercy obtuvo el beneplácito de la crítica musical y fue definido como el regreso de un clásico en un momento en el que varios veteranos del panorama musical publicaron álbumes con el respaldo de la crítica tras una década nefasta, como Paul McCartney con Flowers in the Dirt, The Rolling Stones con Steel Wheels, Neil Young con Freedom y Bonnie Raitt con Nick of Time. En particular, varios críticos destacaron la producción musical de Daniel Lanois. Al respecto, Robert Christgau escribió para The Village Voice: «La discreta atención de Lanois, el traje de ritmos fáciles de Dylan y tres o cuatro canciones que puedan sonar como algo tarde por la noche en la radio, o después de una gran riada. Todas son suficientemente modestas y melodiosas para perdonar «Disease of Conceit»». Por su parte, Clinton Heylin escribió: «Aunque muchos críticos que habían perdido la esperanza por el sonido de los más recientes trabajos de Dylan se entusiasmaron con el sonido de Oh Mercy, era evidente que el escritor de música rock más importante había vuelto a descubrir también su anterior talento con las palabras».
Por el contrario, Bill Wyman criticó la producción a la par que elogió las canciones: «Tomadas por Lanois, maestro de un brillante y distintivo sonido electrónico para guitarra, el álbum resulta excesivo. Es irritante escuchar las canciones de Dylan tan manipuladas, pero hay suficientes temas buenos —«Most of the Time», «Shooting Star», ambas sencillas y directas— para convertirlo de lejos en la colección de canciones más coherente y audible desde Desire». Los críticos situaron el álbum en el puesto 15 de la encuesta anual Pazz & Jop de The Village Voice con los mejores discos del año.
En el plano comercial, Oh Mercy mejoró las ventas de los anteriores trabajos de Dylan, Knocked Out Loaded y Down in the Groove. Alcanzó el puesto treinta en la lista estadounidense Billboard 200 y el seis en la lista de discos más vendidos del Reino Unido, donde obtuvo su mejor resultado desde la publicación de Saved en 1980, y fue certificado como disco de oro por la RIAA y la BPI en los Estados Unidos y el Reino Unido respectivamente. Además, la revista Rolling Stone situó Oh Mercy en el puesto 44 de la lista de los cien mejores álbumes de la década de 1980, mientras que en la revista Q alcanzó el puesto 33 en la lista de los cuarenta mejores discos de la década.
Animado por los buenos resultados de Oh Mercy y por su trabajo con Traveling Wilburys, Dylan volvió a los pocos meses al estudio de grabación para grabar su siguiente trabajo, Under the Red Sky, con la ayuda en la producción de Don y David Was.

## Lista de canciones
Todas las canciones escritas y compuestas por Bob Dylan. 
| Cara A |                              |          |  |
| N.º    | Título                       | Duración |  |
| 1.     | «Political World»            | 3:43     |  |
| 2.     | «Where Teardrops Fall»       | 2:30     |  |
| 3.     | «Everything is Broken»       | 3:12     |  |
| 4.     | «Ring Them Bells»            | 3:00     |  |
| 5.     | «Man in the Long Black Coat» | 4:30     |  |

| Cara B |                          |          |  |
| N.º    | Título                   | Duración |  |
| 6.     | «Most of the Time»       | 5:02     |  |
| 7.     | «What Good Am I?»        | 4:45     |  |
| 8.     | «Disease of Conceit»     | 3:41     |  |
| 9.     | «What Was It You Wanted» | 5:02     |  |
| 10.    | «Shooting Star»          | 3:12     |  |

## Personal
| Músicos - Bob Dylan: voz, guitarras, piano, armónica, guitarra de doce cuerdas y órgano. - Daniel Lanois: dobro, omnichord y guitarras. - Mason Ruffner: guitarras. - Brian Stoltz: guitarras. - Tony Hall: bajo. - Cyril Neville: percusión. - Willie Green: batería. - Paul Synegal: guitarras. - Larry Jolivet: bajo. - John Hart: saxofón en «Where Teardrops Fall». - Rockin' Dopsie: acordeón en «Where Teardrops Fall». - Malcolm Burn: pandereta, teclados y bajo. - Daryl Johnson: percusión en «Everything Is Broken». | Equipo técnico - Christopher Austopchuck: diseño del álbum. - Malcom Burn: ingeniero de grabación y mezclas. - Greg Calbi: masterización. - Daniel Lanois: producción musical. - Mark Howard: ingeniero de grabación e instalación del estudio. - Suzie-Q: fotografía. |

## Posición en listas
| País           | Lista                    | Posición |
| -------------- | ------------------------ | -------- |
| Alemania       | Media Control Charts     | 37       |
| Australia      | ARIA Albums Chart        | 26       |
| Estados Unidos | Billboard 200            | 30       |
| Noruega        | VG-lista Top 40 Albums   | 6        |
| Nueva Zelanda  | New Zealand Music Charts | 15       |
| Países Bajos   | Mega Albums Top 100      | 58       |
| Reino Unido    | UK Albums Chart          | 6        |
| Suecia         | Albums Top 60            | 15       |
| Suiza          | Swiss Top Albums 100     | 4        |

| Sencillo               | País           | Lista                  | Posición |
| ---------------------- | -------------- | ---------------------- | -------- |
| «Everything Is Broken» | Estados Unidos | Mainstream Rock Tracks | 8        |
| «Everything Is Broken» | Reino Unido    | UK Singles Chart       | 98       |

## Certificaciones
| País           | Organismo certificador | Certificación | Ventas certificadas | Ref.   |
| -------------- | ---------------------- | ------------- | ------------------- | ------ |
| Estados Unidos | RIAA                   | Oro           | 500 000             | [ 49 ] |
| Reino Unido    | BPI                    | Oro           | 100 000             | [ 50 ] |